# ادریسو بابا
ادریسو بابا (انگلیسی: Iddrisu Baba؛ زادهٔ ۲۲ ژانویهٔ ۱۹۹۶) بازیکن فوتبال اهل غنا است.
از باشگاه‌هایی که در آن بازی کرده‌است می‌توان به باشگاه فوتبال رئال مادرید اشاره کرد.
وی همچنین در تیم ملی فوتبال غنا بازی کرده‌است.